# Wegkreuz (Hohn, Nähe Weinbergstraße)

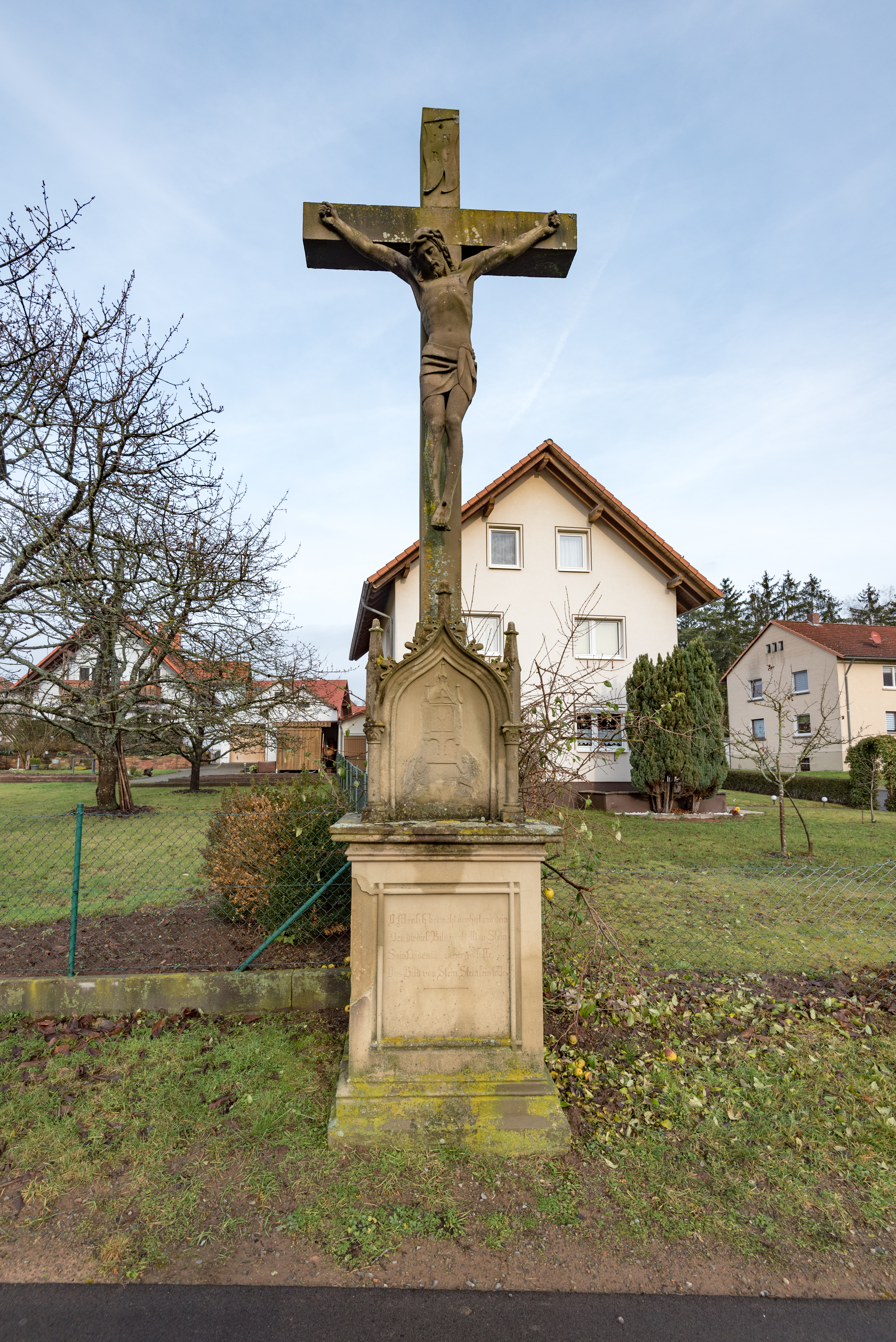
Wegkreuz, Großenbrach, Nähe Weinbergstraße

Das Wegkreuz Nähe Weinbergstraße ist ein Flurdenkmal in Hohn, einem Gemeindeteil im Markt Bad Bocklet im unterfränkischen Landkreis Bad Kissingen und steht in der Nähe der Weinbergstraße Richtung Steinach. Das Wegkreuz gehört zu den Baudenkmälern von Bad Bocklet und ist unter der Nummer D-6-72-112-65 in der Bayerischen Denkmalliste registriert.

## Beschreibung
Das 536 cm hohe Wegkreuz besteht aus gelbem Sandstein und entstand im Jahr 1867.
Das Wegkreuz besteht aus neun Teilen: Auf einer Fundamentplatte mit den Maßen 105 cm × 98 cm befindet sich ein 98 cm hoher, prismatischer Sockel mit den Grundmaßen 87 cm × 88 cm mit einer profilierten Abschlussplatte (Maße: 105 cm × 98 cm). Darauf steht ein Altarhäuschen mit Kielbogengiebel und zwei flankierenden 118 cm hohen, 80 cm breiten und 20 cm tiefen Filialtürmchen. In der Tafel befindet sich das Relief einer von zwei Engeln getragenen Monstranz. Die Kreuzhöhe beträgt 4 m; der Sockel hat die Maße H = 89 cm, 34 cm, 5 × 34,4 cm, dann 25 × 25 cm im Querschnitt; Balken etwa 50 cm; Korpus 136 cm. Am Kreuz befindet sich eine INRI-Inschrift. Am Sockel befindet sich in einer eingerahmten Tafel mit den Maßen 68 cm × 74,5 cm die folgende Inschrift in gotischen Groß- und Kleinbuchstaben:

„Oh Mensch betracht den Heiland Dein

Den dir dies Bild vorstellt in Stein

Sein Leiden tief zu Herzen fasse

Dass Bild von Stein, Stein sein lasse“

Auf der Rückseite befindet sich folgende Stiftungsinschrift:

„Gestiftet

von

Peter Dünisch

und dessen Ehefrau

Margarethe Dünisch

1867“